# Forum finlandais sur les entreprises et les politiques économiques
Pour les articles homonymes, voir EVA.
Le forum finlandais sur les entreprises et les politiques économiques finnois : Elinkeinoelämän valtuuskunta, sigle EVA) est une organisation fondée en 1974. Sa mission est de promouvoir la vie économique finlandaise et d’incubateur économique de la politique économique en Finlande.

## Présentation
EVA est également une association à but non lucratif. 
Les membres de l'association EVA sont la Confédération des industries finlandaises (CE), la Confédération des industries finlandaises (TT), la Fédération finlandaise du Commerce (fi), la Fédération finlandaise des services financiers (fi) , la Fédération finlandaise des industries forestières (fi) et la Fédération des industries technologiques. EVA coopère étroitement avec l'institut de recherche sur l'économie finlandaise ETLA.

## Conseil d'administration
Les membres du conseil en 2017 sont:
- Jorma Ollila, président
- Timo Ahopelto,
- Matti Alahuhta,
- Bengt Holmström,
- Satu Huber,
- Kari Jordan,
- Matti Kähkönen,
- Veli-Matti Mattila,
- Leena Mörttinen,
- Tuula Teeri,
- Björn Wahlroos

## Direction
Les directeurs successifs de EVA:
- Max Jakobson 1974–1980
- Jukka Tarkka 1980-1984
- Kauko Sipponen 1984–1990
- Jaakko Iloniemi 1990–1999
- Pentti Vartia 1999–2005 [3]
- Risto E. J. Penttilä 2002–2010 [4]
- Sixten Korkman 2005-2012[4]
- Matti Apunen 2010-[4]
- Vesa Vihriälä 2012-[3]